# Hans-Josef Fell

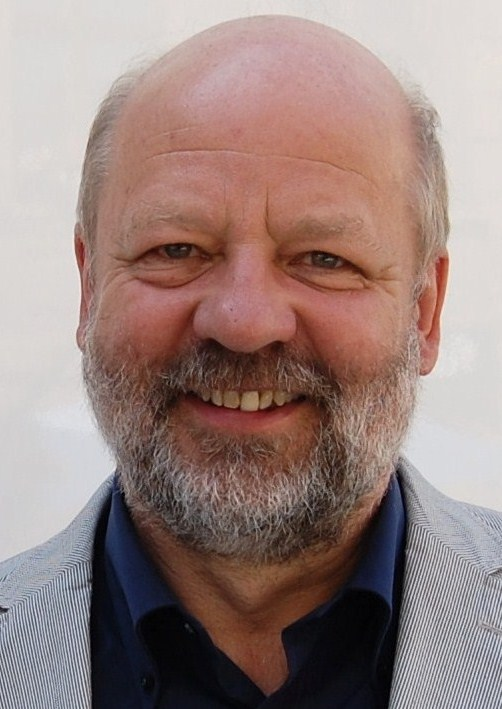
Hans-Josef Fell (2010)

Hans-Josef Fell (* 7. Januar 1952 in Hammelburg) ist ein deutscher Politiker (Bündnis 90/Die Grünen) und ehemaliger Abgeordneter des Deutschen Bundestages. Er gehört zu den Urhebern des Erneuerbare-Energien-Gesetzes aus dem Jahr 2000.

## Leben und Beruf
Hans-Josef Fell ist Sohn des 2012 verstorbenen CSU-Politikers Karl Fell (Bürgermeister von Hammelburg 1966 bis 1984). Nach dem Abitur 1971 am Frobenius-Gymnasium Hammelburg absolvierte er ein Lehramtsstudium der Physik und der Sportwissenschaft an der Uni Würzburg. Nach dem ersten Staatsexamen leistete er von 1977 bis 1978 seinen Zivildienst in einem Heim für schwer erziehbare Kinder und Jugendliche ab. Nach dem anschließenden Referendariat bestand er 1980 auch die zweite Staatsprüfung für das Lehramt an Gymnasien. Seitdem war Fell als Lehrer, ab 1981 am Alexander-von-Humboldt-Gymnasium in Schweinfurt, tätig.
Nachdem er schon von 2002 bis 2005 Vorsitzender der Sektion Deutschland war, war Fell von 2005 bis 2011 Vizepräsident von Eurosolar. Hans-Josef Fell war mehrere Jahre Geschäftsführer der Hammelburger Solarstromgesellschaft und ist Mitglied des Umweltbeirates der Umweltbank AG.
Fell ist Initiator der Energy Watch Group, deren Präsident er seit März 2014 ist. Als solcher ist er Unterstützer des Holocene Project zur Reduzierung der CO2-Konzentration in der Atmosphäre und Senkung der globalen Erwärmung. Gemeinsam mit Mark Z. Jacobson, Brian Vad Mathiesen und Eicke Weber ist Fell Mitinitiator der Global 100 RE Strategy Group, die sich für die weltweite Elektrifizierung mit 100 Prozent erneuerbaren Energien einsetzt.
Hans-Josef Fell ist verheiratet und hat drei Kinder.
Er lebt in einem Holzhaus mit Grasdach, das er selbst nach ökologischen und baubiologischen Kriterien mit erbaut hat. Sein Haus ist mehrfach ausgezeichnet worden, zuletzt mit dem Energy Globe Award 2000.
Am 3. Oktober 2018 erhielt er in Hongkong den mit 2,2 Mio. Euro dotierten Lui-Che-Woo-Preis in der Kategorie „Nachhaltigkeit“ für seinen Einsatz für erneuerbare Energien. Lui Che Woo erklärte, der Preis diene dazu, Fell für seine Rolle „als eine der Gründungsfiguren der globalen Erneuerbaren-Bewegung“ zu würdigen. Fell kündigte an, das Preisgeld der von ihm gegründeten Energy Watch Group zur Verfügung zu stellen.
Die Letzte Generation berichtete Ende November 2022, eine Spende von Hans-Josef Fell erhalten zu haben. Fell hatte zuvor in einem Blogbeitrag Sympathie für die zivilen Ungehorsam praktizierende Gruppe geäußert.
In seinem im November 2024 erschienenen Buch Moralische Ambition führt Ruger Bregman Hans-Josef Fell als Paradebeispiel für einen moralisch ambitionierten Menschen in Bezug auf die zukünftige Energietechnologie auf.

## Partei
Nachdem sich Fell schon vorher umweltpolitisch engagiert hatte, wurde er 1992 Mitglied bei den Grünen.

## Abgeordneter
Von 1990 bis 1998 gehörte Fell dem Stadtrat seiner Heimatstadt Hammelburg und von 1996 bis 2003 dem Kreistag des Landkreises Bad Kissingen an.
Hans-Josef Fell war von 1998 bis zur Bundestagswahl 2013 Mitglied des Deutschen Bundestages. Von 1998 bis 2002 war er forschungspolitischer Sprecher der Bundestagsfraktion Bündnis 90/Die Grünen und Mitglied des Ausschusses für Bildung, Forschung und Technikfolgenabschätzung. In den Jahren 2002 bis 2005 war er Sprecher für Forschung und Technologie der Bundestagsfraktion Bündnis 90/Die Grünen und Obmann des Ausschusses für Umwelt, Naturschutz und Reaktorsicherheit des Deutschen Bundestages.
Er setzte sich in der Berliner Landesvertretung von Mecklenburg-Vorpommern für ein Ende des in Greifswald geplanten Forschungsreaktors vom Typ Stellarator, den Wendelstein 7-X, ein, so wie er sich allgemein gegen Fusionsforschung und Kernspaltung in Deutschland positionierte.
Seit 2005 war er der energiepolitische Sprecher der Bundestagsfraktion Bündnis 90/Die Grünen. Des Weiteren war Hans-Josef Fell seit 1998 der Berichterstatter für seine Fraktion für Technikfolgenabschätzung des Deutschen Bundestages (TAB) und stellvertretendes Mitglied im Verteidigungsausschuss.
Er war Mitglied der Europa-Union Parlamentariergruppe Deutscher Bundestag und stellvertretender Vorsitzender der deutsch-chinesischen Parlamentariergruppe.
Hans-Josef Fell ist stets über die Landesliste Bayern in den Bundestag eingezogen. Sein Wahlkreis war Bad Kissingen. Aufgrund des schlechten Wahlergebnisses der Grünen bei der Bundestagswahl 2013 wurde Fell am 22. September 2013 nicht mehr in den Deutschen Bundestag gewählt.

## EEG
Fell setzt sich für die vollständige Umstellung der konventionellen Energieerzeugung auf erneuerbare Energien sowie der Anerkennung des Peak-Oil-Problems in Wirtschaft, Gesellschaft und Politik ein. Er gilt neben Michaele Hustedt (Grüne) sowie Hermann Scheer und Dietmar Schütz (beide SPD) als Urheber des Erneuerbare-Energien-Gesetzes, das für 47 Staaten der Welt zum Vorbild wurde.

## Werke
- Chance Energiekrise – Der solare Ausweg aus der fossil-atomaren Sackgasse, Solarpraxis AG, 2006, herausgegeben zusammen mit Carsten Pfeiffer, 176 Seiten, ISBN 978-3-934595-64-4
- Aus der Schöpfung leben: Erneuerbare Energien nutzen, Vier Türme Verlag, 2008, 135 Seiten, ISBN 978-3-89680-348-1
- Global Cooling – Strategies for climate protection, CRC Press/Balkema (Leiden, NL), 2012, 150 Seiten (englisch), ISBN 978-0-415-62077-2
- Globale Abkühlung – Strategien gegen die Klimaschutzblockade – ökologisch, wirtschaftlich, erfolgreich, Beuth Innovation, 2013, 232 Seiten (deutsch), ISBN 978-3-410-23947-5